# Mister Twister – Wirbelsturm im Klassenzimmer
Mister Twister – Wirbelsturm im Klassenzimmer (Originaltitel: Mees Kees) ist ein niederländischer Kinderfilm. Der Film entstand unter der Regie von Barbara Bredero nach den Büchern von Mirjam Oldenhave. In den Niederlanden kam der Film am 3. Oktober 2012 ins Kino. Auf Deutsch wurde der Film am 22. Juli 2014 auf DVD veröffentlicht.

## Handlung
Der junge Referendar Herr Kees übernimmt als Vertretung die Klasse 6b. Durch seine einfühlsame und selbst noch ein wenig kindliche Art gewinnt Herr Kees schnell das Vertrauen der Klasse und wird für die Kinder mehr zu einem Freund als nur zu einem Lehrer. Die Schuldirektorin Frau Dreus ist nicht überzeugt von Herrn Kees und kontrolliert ihn stark. Doch die Kinder halten zusammen und sorgen dafür, dass ihr neuer Lieblingslehrer bleiben darf.
Besonders der Schüler Tobias freundet sich im Lauf der Handlung eng mit Herrn Kees an, da beide das Schicksal teilen, früh ihren Vater verloren zu haben.

## Auszeichnungen
- Carrousel International du Film: Bester Film (2013)
- Platina Film (2015)[2]

## Fortsetzungen
Der Film wurde durch zwei Fortsetzungen zu einer Trilogie ergänzt:
- 2013: Mister Twister – Eine Klasse macht Camping (Originaltitel: Mees Kees op kamp)
- 2014: Mister Twister – Mäuse, Läuse und Theater (Mees Kees op de planken)

Ab 2017 entstand die Fernsehserie Mister Twister. Die Serie setzt die Filmreihe nicht fort, sondern spielt zu einem nicht genau spezifizierten Zeitpunkt zwischen den Filmen.
Zur Serie entstanden außerdem zwei Fernsehfilme:
- Mister Twister – Eine Klasse im Fußballfieber (Mees Kees langs de lijn)
- Mister Twister – In den Wolken (Mees Kees in de wolken)[3]